# Chiesa di San Niccolò (Arcidosso)
La chiesa di San Niccolò è un edificio religioso situato ad Arcidosso, nella provincia di Grosseto in Toscana.
La chiesa si trova nella parte sommitale del centro, con la facciata principale che si affaccia sulla sponda sud-occidentale del poggio.

## Storia
La chiesa venne edificata attorno alla metà del XII secolo a navata unica, collegata alla cappella laterale destra.
Nel corso del XVII secolo, l'edificio religioso fu completamente ristrutturato e, durante i lavori di ampliamento, venne incorporato il vicino oratorio di Santa Croce (fino ad allora edificio a sé stante) che divenne così la navata laterale sinistra: contemporaneamente, anche l'originaria cappella laterale destra fu trasformata nella corrispondente navata laterale. Nello stesso periodo, furono anche arricchite le decorazioni al suo interno, con l'aggiunta di due altari e di un'acquasantiera.
Un ulteriore intervento di restauro è avvenuto tra il 1934 e il 1943 che le hanno conferito un aspetto di stile neoromanico.

## Descrizione
La chiesa di San Niccolò si presenta a pianta basilicale, suddivisa in tre navate; l'originario aspetto romanico è ravvisabile nelle varie parti in filaretto. La facciata si presenta in stile neomedievale a seguito della ristrutturazione novecentesca, fatta eccezione per la parte corrispondente alla navata destra dove si conservano gli elementi stilistici originali. Il portale d'ingresso è preceduto da una gradinata e sovrastato da una lunetta decorata, chiusa da un arco a tutto sesto bicromatico. Al di sopra, si apre una bifora romanica spartita da una colonnina centrale munita di capitello. La parte sommitale della sezione centrale della facciata è decorata da un coronamento di archetti ciechi. In ognuna delle due sezioni laterali della facciata principale si apre una monofora con vetrata posticcia.